# Jeremías Caggiano
Jeremías Emanuel Caggiano (Mar del Plata, 15 marzo 1983) è un ex calciatore argentino con passaporto italiano, di ruolo attaccante.

## Carriera
Iniziò la carriera nel 2001 con l'Independiente nella Primera División. Nel 2004 passò al neopromosso Huracán de Tres Arroyos, che al termine del campionato retrocesse.